# Música-tema de Doctor Who
A música-tema de Doctor Who (em inglês: Doctor Who theme music) é a música tema da série de ficção científica britânica da BBC, Doctor Who, escrita pelo compositor australiano Ron Grainer e realizado por Delia Derbyshire no BBC Radiophonic Workshop. Criado em 1963, foi uma das primeiras músicas eletrônicas para a televisão, e depois de cinco décadas, continua a ser uma das mais instantaneamente reconhecível.
O tema original foi composto por Ron Grainer e realizada por Delia Derbyshire junto com a BBC Radiophonic Workshop. O arranjo de Derbyshire, com edições menores, foi utilizada até o final da 17ª temporada. é considerada como uma peça importante e inovadora da música eletrônica, gravada antes da disponibilidade de sintetizadores comerciais.
Um novo arranjo foi feito por Peter Howell na 18ª temporada (1980), que foi substituído na 23ª temporada (1986) por um arranjo feito por Dominic Glynn. Keff McCulloch produziu o arranjo para as três últimas temporadas (1987–89). Em 1996, o compositor norte-americano John Debney criu um novo arranjo do tema original para o filme. Para o retorno da série em 2005, Murray Gold foi responsável por criar o novo arranjo e modificando-o durante a exibição da série.